# Biroia bicolor
Biroia bicolor är en stekelart som först beskrevs av Wang 1984.  Biroia bicolor ingår i släktet Biroia och familjen bracksteklar. Inga underarter finns listade.